# Iwan Kodacki
Iwan Fiodorowicz Kodacki (ros. Иван Фёдорович Кодацкий, ur. 19 czerwca?/1 lipca 1893 w Mikołajowie, zm. 30 października 1937 w Moskwie) – radziecki polityk i działacz partyjny, członek KC WKP(b) (1930-1937).

## Życiorys
Po ukończeniu szkoły rzemieślniczej pracował jako tokarz, w 1914 wstąpił do SDPRR(b), od 1914 w Piotrogrodzie, od 1915 członek wyborskiego komitetu rejonowego SDPRR(b) w Piotrogrodzie, w styczniu 1917 aresztowany, 19 marca 1917 uwolniony podczas rewolucji lutowej. Od marca 1917 ponownie członek wyborskiego komitetu rejonowego SDPRR(b) w Piotrogrodzie, równocześnie członek Piotrogrodzkiego Komitetu SDPRR(b), sekretarz komitetu SDPRR(b) zakładu "Feniks" w Piotrogrodzie, przewodniczący wyborskiej dumy rejonowej w Piotrogrodzie, od 1918 pracownik Ludowego Komisariatu Pracy RFSRR, w latach 1919-1920 szef trustu "Obłryba" w Astrachaniu. Od 12 kwietnia 1920 szef łączności Morza Azowskiego, od września 1920 pełnomocnik Rady Pracy i Obrony RFSRR ds. organizacji przemysłu rybnego i wywozu produktów rybnych i innych na wybrzeżach Morza Czarnego i Azowskiego, w latach 1920-1921 szef dagestańskiego zarządu rybnego, od 1922 organizator odpowiedzialny moskiewsko-narwskiego rejonowego komitetu RKP(b) w Piotrogrodzie, potem organizator odpowiedzialny wyborskiego rejonowego komitetu RKP(b), w latach 1925-1926 zastępca szefa zarządu trustu. Od 31 grudnia 1925 do 26 czerwca 1930 zastępca członka KC WKP(b), od 7 stycznia 1926 członek Północno-Zachodniego Biura KC WKP(b), w latach 1926-1928 sekretarz odpowiedzialny moskiewsko-narwskiego komitetu rejonowego WKP(b) w Leningradzie, od 1928 do kwietnia 1929 zastępca przewodniczącego, a od kwietnia 1929 do stycznia 1930 przewodniczący Leningradzkiego Obwodowego Sownarchozu, od 10 stycznia 1930 do 14 grudnia 1931 przewodniczący Komitetu Wykonawczego Leningradzkiej Rady Obwodowej. Od 13 grudnia 1931 do 14 lutego 1937 przewodniczący Rady Miejskiej Leningradu, od 13 lipca 1930 do 29 czerwca 1937 członek KC WKP(b), od stycznia do czerwca 1937 szef Głównego Zarządu Budowy Maszyn Lekkich Ludowego Komisariatu Przemysłu Ciężkiego ZSRR.
28 czerwca 1937 aresztowany, 29 października 1937 skazany na śmierć przez Kolegium Wojskowe Sądu Najwyższego ZSRR i następnego dnia rozstrzelany. 14 marca 1956 pośmiertnie zrehabilitowany.